# Dennis Brutus
Dennis Vincent Brutus, född den 28 november 1924 i Salisbury i Sydrhodesia (nuvarande Harare, Zimbabwe), död den 26 december 2009 i Kapstaden, Sydafrika, var en sydafrikansk anti-apartheidaktivist, universitetslärare och poet.

## Biografi
Brutus föddes i Salisbury av sydafrikanska föräldrar. Då föräldrarna härstammade från Afrika, Frankrike och Italien klassificerades Brutus som färgad enligt Sydafrikas raslagar. Föräldrarna flyttade hem till Port Elizabeth i Sydafrika med Brutus när han var fyra år gammal. Han tog en kandidatexamen i engelska på University of Fort Hare.
1959 var Brutus med om att grunda SATS (South African Sports Association), en lobbyorganisation som försökte få sportföreningar att tillåta svarta att tävla, utan någon större framgång. 1962 grundade han därför SANROC (South African Non-Racial Olympic Committee), en organisation som strävade efter att få Internationella olympiska kommittén att bannlysa apartheids Sydafrika från olympiska spelen. Hans strävan lyckades; Sydafrikas inbjudan till OS 1964 drogs tillbaka, och 1968 kom det ingen inbjudan alls. 1970 drogs Sydafrikas medlemskap i IOK helt in, och först i OS i Barcelona 1992 skulle ett sydafrikanskt lag, nu bestående av både svarta och vita idrottare, komma att tävla i OS igen.
1960 förbjöds Brutus på grund av sin aktivism att samtidigt träffa fler än två personer som inte var medlemmar av familjen. Då han tre år senare bröt mot förbudet greps han och dömdes till 18 månader i fängelse. Han flydde då till Moçambique, där han emellertid greps av den portugisiska hemliga polisen och återfördes till Sydafrika. Vid ett nytt flyktförsök sköts han i ryggen. Därefter sändes han till Robben Island i 16 månader, varefter han fick husarrest i fem år. Efter ett år tilläts han och hans familj dock utvandra till Storbritannien, på villkor att han aldrig mer skulle återvända.
Senare flyttade Brutus till USA, där han undervisade i engelska på flera universitet, bland andra Northwestern University i Chicago och University of Pittsburgh. Han fortsatte sin aktivism i sportvärlden; 1971 protesterade han till exempel mot att Wimbledonmästerskapen tillät sydafrikaner att delta.
I början av 1980-talet hotades Brutus av utvisning från USA, då han saknade rätt papper. Han fick dock politisk asyl i landet, sedan en domstol fastslagit att det vore farligt för honom att återvända till Sydafrika. Han återvände till hemlandet 1991, sedan raslagarna luckrats upp.

## Författarskap
Dennis Brutus var även en uppmärksammad poet. Han influerades av John Donne, men skrev framför allt protestpoesi. Han gav från 1962 ut tolv diktsamlingar, som länge var bannlysta i Sydafrika. Mest känd är Letters to Martha and other Poems from a South African Prison.